# Miasta Togo
Według danych oficjalnych pochodzących z 2012 roku Togo posiadało ponad 20 miast o ludności przekraczającej 10 tys. mieszkańców. Stolica kraju Lomé jako jedyne miasto liczyło ponad pół miliona mieszkańców; 6 miast z ludnością 50÷100 tys.; 3 miasta z ludnością 25÷50 tys. oraz reszta miast poniżej 25 tys. mieszkańców.

## Największe miasta w Togo
Największe miasta w Togo według liczebności mieszkańców (stan na 06.11.2011):
| L.p. | Miasto   | Region   | Liczba ludności |
| ---- | -------- | -------- | --------------- |
| 1.   | Lomé     | Maritime | 837 437         |
| 2.   | Sokodé   | Centre   | 95 070          |
| 3.   | Kara     | Kara     | 94 878          |
| 4.   | Kpalimé  | Plateaux | 75 084          |
| 5.   | Atakpamé | Plateaux | 69 261          |
| 6.   | Dapaong  | Savanes  | 58 071          |
| 7.   | Tsévié   | Maritime | 54 474          |

## Alfabetyczna lista miast w Togo
- Adéta
- Afagnagan
- Agou-Gadjepe
- Amlamé
- Aneho
- Anié
- Atakpamé
- Badou
- Bafilo
- Bassar
- Blitta
- Cinkassé
- Danyi-Apéyémé
- Dapaong
- Elavagnon
- Guérin-Kouka
- Kandé
- Kara
- Kévé
- Kougnohou
- Kpalimé
- Lomé
- Mango (Sansanné-Mango)
- Mandouri
- Niamtougou
- Notse
- Pagouda
- Sokodé
- Sotouboua
- Tabligbo
- Tandjouaré
- Tchamba
- Tohoun
- Tsévié
- Vogan